# Wootton Bridge
Wootton Bridge lub Wootton – wieś w Anglii, na wyspie Wight. Leży 5 km na północny wschód od miasta Newport i 117 km na południowy zachód od Londynu. Miejscowość liczy 3618 mieszkańców.